# Dolichopoda remyi
Dolichopoda remyi är en insektsart som beskrevs av Lucien Chopard 1934. Dolichopoda remyi ingår i släktet Dolichopoda och familjen grottvårtbitare. Inga underarter finns listade i Catalogue of Life.